# 天生城
天生城位於重慶市萬州區周家坝街道流水社区，文物遺址年代為南宋至清，2000年9月7日列為第一批重慶市文物保護單位。2013年3月5日公佈為第七批全國重點文物保護單位。
天生城又名小石城，位於萬縣郊。相傳蜀漢昭烈皇帝劉備曾屯兵於此，故又稱天子城。天生城依山就勢，建於山岩之頂，四周絕壁凌空，峭立如牆，形成天然屏障。城內南北長東西短，面積約160畝。立於前門之上，可鳥瞰萬縣風貌，「天城倚空」是萬州八景之一。宋將上官夔曾在天生城抗擊元蒙古軍，苦戰逾月，誓死不降。